# Ганс Тайхутту
М. Дж. Ганс Тайхутту (нід. M. J. Hans Taihuttu, нар. 1909 — ?) — індонезійський футболіст, нападник.

## Життєпис
У 1938 році грав за індонезійський клуб Йонг Амбон (Батавія).
Наприкінці травня 1938 року Ганс був викликаний в збірну Голландської Ост-Індії і відправився з командою в Нідерланди. Він був одним з сімнадцяти футболістів, яких головний тренер збірної Йоганнес Христоффел Ян ван Мастенбрук вибрав для підготовки до чемпіонату світу у Франції. У Нідерландах команда провелад два товариських матчі проти місцевих клубів («ГБС Ден Гааг» та ГФК Гарлем).
На початку червня збірна вирушила на мундіаль, який став для Голландської Ост-Індії та Індонезії першим в історії. На турнірі команда зіграла одну гру, 5 червня 1938 року, в рамках 1/8 фіналу, в якій вона поступилася майбутньому фіналісту турніру Угорщині (0:6). Тайхутту взяв участь у цьому матчі. Після повернення до Нідерландів, 26 червня, збірна провела товариський матч зі збірною Нідерландів на Олімпійському стадіоні в Амстердамі. Зустріч завершилася перемогою нідерландців з рахунком 9:2. Першим голом збірної Голландської Ост-Індії у тому поєдинку відзначився саме Тайхутту, він встановив рахунок 5:1 на користь нідерландців. У футболці національної збірної зіграв 2 матчі та відзначився 1 голом.